# Árvore da Tristeza
A Árvore da Tristeza é um monumento às vítimas do ataque terrorista que ocorreu de 1 a 3 de setembro de 2004 no prédio da escola nº 1 em Beslan (Ossétia do Norte). Como resultado da apreensão terrorista da escola, 333 pessoas morreram, incluindo 186 crianças  . Instalado em agosto de 2005 no cemitério memorial da cidade. A composição de bronze é um tronco de árvore formado por quatro figuras femininas. A coroa da árvore é formada pelas mãos estendidas de mulheres que seguram anjos simbolizando os filhos perdidos. A altura do monumento é de cerca de 9 metros  . Realizado pelos escultores Alan Kornaev e Zaurbek Dzanagov  . 

## Inauguração
A cerimônia de inauguração do monumento contou com a presença de parentes e amigos das vítimas, vítimas, moradores da cidade e outras áreas da Ossétia do Norte. Estre os representantes oficiais, esteve presente o chefe da república Taimuraz Mamsurov, parlamentares, representantes dos ministérios e departamentos republicanos, além do presidente da Ossétia do Sul, Eduard Kokoity  . Depois que a campainha tocou, o alarme tocou e depois o som do metrônomo. Todos os mortos na escola foram nomeados em ordem alfabética. Após a abertura do monumento, foram lançadas pombas brancas, sentadas em uma árvore de bronze. As pessoas que vieram ao cemitério colocaram coroas de flores e flores no monumento. O bispo de Stavropol e Vladikavkaz Theophan realizaram um serviço memorial no cemitério   . 
Os autores da composição foram condencorados com a medalha de ouro da Academia Russa de Artes  . Para a criação do monumento, Alan Kornaev venceu o Grande Prêmio da Bienal de Artes Profissionais de Kuban, em 2005 . Em 2006, os autores do monumento receberam o Prêmio FSB na nomeação “Belas Artes”  . 

## Cerimônias fúnebres

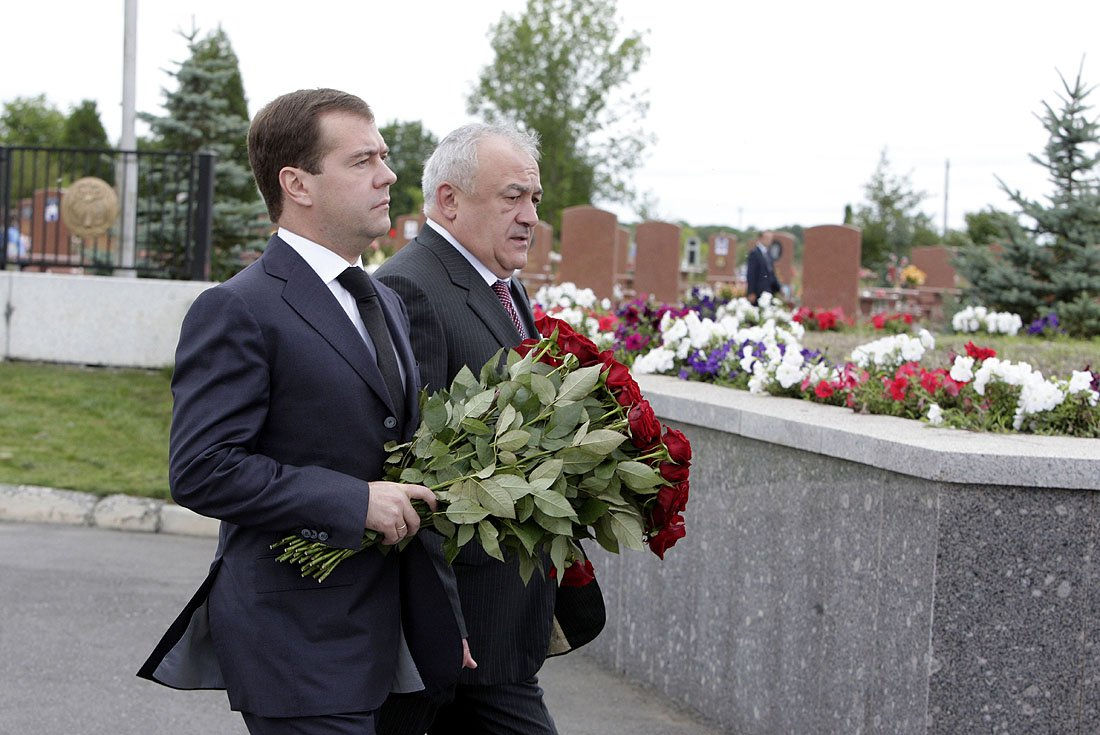
O presidente russo, Dmitry Medvedev, e o chefe da República da Ossétia do Norte-Alânia, Taimuraz Mamsurov, colocam flores no monumento. Em 8 de agosto de 2009.

Cerimônias de luto foram realizadas no monumento no aniversário do ataque terrorista . Além disso, as principais lideranças do país, às vezes, participam da cerimônia: por exemplo, em agosto de 2009, o presidente russo Dmitry Medvedev prestou homenagem às vítimas do ataque terrorista colocando flores no monumento  .